# Celestino Pujol y Camps
Celestino Pujol y Camps (Gerona, 27 de octubre de 1843-Madrid, 28 de diciembre de 1891) fue historiador y numismático español. Hijo del abogado Joaquín Pujol y Santo, erudito correspondiente de la RAH. Cursó bachillerato en su ciudad natal, los dos primeros cursos de Derecho en Barcelona y finalizó la carrera en la Universidad Central de Madrid. Ejerció de abogado y juez municipal de Gerona; y, en Madrid, de secretario del Consejo de Instrucción Pública y del Ministerio de Ultramar. Participó en la fundación del Memorial numismático español. Es autor de Estudio de las monedas de Ampurias y Rhodas (1878) y Gerona en la revolución de 1640. También fue un importante activista cultural en su Gerona natal, donde desarrolló una gran actividad como miembro de la Comisión de Monumentos de esta ciudad, colaborando en el estudio de las antigüedades de la provincia. Heredó de su padre una importante colección de antigüedades procedentes de Ampurias, destacándose el monetario, que posteriormente vendió en parte al Ayuntamiento de Barcelona.
Según la documentación de la Universidad Central de Madrid, Celestino Pujol y Camps se licenció en Derecho Canónico y Civil y en Administración. Finalizó sus estudios en la Universidad Central en 1867.
Celestino Pujol fue duramente criticado en su época por haber combatido la imagen tópica de la revolución de 1640 difundida por el nacionalismo catalán, sobre todo en su estudio de la crónica de Parets. En 1886, Pujol y Camps ingresó en la Real Academia de la Historia. Miembro durante quince años de la Comisión Provincial de Monumentos de Gerona.

## Obras
- ¡Viva España! (1860)
- Apuntes biográficos, méritos y servicios de D. Celestino Pujol y Camps (1875)
- Estudio de las monedas de Ampurias y Rhodas (1878)
- Gerona en la revolución de 1640 (1881)
- Nomenclátor geografico-historico de la Provincia de Gerona desde la más remota antiquedad hasta el siglo XV (1883)
- Monedas ibéricas (1884) (Boletín de la Real Academia de la Historia, Tomo 5)
- Monedas de la Ilergencia (Boletín de la Real Academia de la Historia T. 4)
- Melo y la revolución de Cataluña en 1640: discursos leídos ante la Real Academia de la Historia en la recepción pública de D. Celestino Pujol y Camps el 18 de abril de 1886 (1886)
- Secretas inteligencias entre Cataluña y Francia: nota preliminar al tomo II de la Crónica (1889)
- Un Anillo ibérico (1890)
- Más datos sobre epigrafía ibérica (1890)
- De los muchos sucesos dignos de memoria que han ocurrido en Barcelona y otros lugares de Cataluña (1893)